# Dieci (Longo)
Dieci è una raccolta di racconti scritti da Andrej Longo e pubblicati nel 2007. I dieci episodi, ambientati a Napoli, sono suddivisi ed intitolati come i Dieci comandamenti.

## Trama

### Io sono il Signore Dio tuo, non avrai altro Dio fuori di me
Il giovane Papilù è consapevole che chiedere un favore al boss del quartiere, Giggino Mezzanotte, significa essere per sempre al suo servizio, e non vorrebbe mai essere aiutato da lui.
Un sabato sera va in discoteca con la sua ragazza, Vanessa, e viene avvicinato da due balordi. Per difendere Vanessa, Papilù è pronto a rischiare la vita, e ad un passo dalla rissa, interviene proprio Giggino, che fa allontanare i malintenzionati. Dopo aver salutato Papilù, gli dice di passare un giorno da lui, è giunta l'ora che facciano quattro chiacchiere.

### Non pronunciare il nome di Dio invano
Saverio ha una splendida voce, e viene spesso chiamato per cantare a feste e matrimoni. Questo non gli basta, e cerca di pubblicare un album. In seguito vuole di più, cercando di apparire in televisione. Ottenuto questo successo, dimentica i vecchi amici che lo chiamavano alle feste, e vuole partecipare al Festival di Sanremo. Quando è ormai chiaro che non riuscirà mai ad andare al festival, che in TV non viene più chiamato, torna dai vecchi amici, che nel frattempo lo hanno rimpiazzato con un altro cantante.
Disperato, continua ad abusare di cocaina, rovinandosi addirittura la voce, e, pieno di debiti, accetta di spacciare, e addirittura testare lui stesso la droga appena tagliata, ultimo anello della catena.

### Ricordati di santificare le feste
Una moglie si sveglia presto, fa la spesa, prepara il pranzo per l'arrivo del marito, che lavora a Roma, e viene a Napoli un solo giorno alla settimana, il martedì. Trascorsa la giornata nella solita routine, a cui il marito pare abituato, la moglie esprime un po' di disagio, desiderando essere una famiglia normale, con un marito presente anche la domenica.

### Onora il padre e la madre
Un figlio sente la madre malata chiedere al fratello maggiore di farla smettere di soffrire, ma il ragazzo rifiuta. L'altro figlio decide invece di aiutarla, soffocandola con un cuscino.

### Non uccidere
Un uomo, forse latitante o con nemici da cui fuggire, guardingo e armato, accompagna il figlio per la città. Il ragazzino, ignaro delle attività del padre, vorrebbe diventare lui, ma il genitore cerca di convincerlo che preferirebbe che diventasse un calciatore.

### Non commettere atti impuri
Una ragazzina si sveglia, si mette in tiro ed esce. Ha un appuntamento, e trascorre in giro qualche ora, passando qualche momento in chiesa, dove confessa al parroco di essere incinta. Giunta l'ora, raggiunge una casa privata, dove le viene praticato l'interruzione della gravidanza. La donna che la pratica peraltro la rimprovera della sua avventatezza.
Quando torna a casa, stanca, viene avvicinata dal padre ubriaco che tenta nuovamente di molestarla, ma minacciando il padre con delle forbici riesce a evitare lo stupro. 
Il racconto si conclude con la protagonista che si riaddormenta abbracciando il suo pupazzo.

### Non rubare
Un giovane rapinatore, sicurò di sé e del fatto che lui è "un duro", di quelli che ti fissano e ti fanno abbassare lo sguardo, cerca di rapinare un pensionato, il quale non appare per nulla intimorito; abituato ad uscire vittorioso dallo scontro tra sguardi, si agita, accoltella il vecchio e fugge. Quando apprende che l'anziano è in coma, prega che muoia; tre settimane dopo lo incontra, e lo guarda ancora con uno sguardo così deciso che il giovane scappa, in crisi per il crollo delle sue certezze.

### Non dire falsa testimonianza
Tornato dopo tre anni dall'Afghanistan e averne conosciuto l'orrore, un uomo rincontra un vecchio amico, al quale confida di voler andare a vivere lontano da Napoli e dalla sua "anormalità", che probabilmente lui non nota in quanto si è ormai abituato.
Nonostante l'amico neghi la situazione, viene subito smentito: ad una pompa di benzina, la loro auto viene rubata proprio sotto il loro naso.

### Non desiderare la donna d'altri
Una ragazza in procinto di sposarsi cambia idea, rendendosi conto che ama un altro e che non vuole un matrimonio di convenienza. La madre cerca prima di convincerla, poi di aiutarla.

### Non desiderare la roba d'altri
Durante una serata, i tre balordi Reibàn, Panzarotto e Roléx, vedono un uomo a bordo di una Ferrari; salgono a bordo del veicolo, accoltellano il conducente e lo buttano fuori, guidando il veicolo a folle velocità, e finendo con lo sbandare.
Al loro risveglio, i tre sono legati ad una sedia, in un locale simile ad uno scantinato semibuio. Roléx è probabilmente morto, mentre un uomo li fissa: è il proprietario della Ferrari, un potente boss che i tre non avevano riconosciuto, che offre a Reibàn la possibilità di salvarsi, solo se avrà il coraggio di compiere un omicidio per lui. Il ragazzo accetta, e il boss gli rivela il bersaglio: il suo amico Panzarotto.

## Riconoscimenti
Nel 2008 il libro è stato insignito del Premio Bagutta, del Premio Vittorini, del Premio Chiara, e finalista al Premio Bancarella. Nel 2009 il libro ha ottenuto anche il Premio Bergamo. di Narrativa.

## Edizioni
- Andrej Longo, Dieci, Adelphi, 2007,  p. 144, ISBN 88-459-2227-8.
  - In Tedesco per Constanze Neumann, Eichborn Verlag, Frankfurt am Main, 2010